# Madonna Sistina
La Madonna Sistina è un dipinto a olio su tela (265x196 cm) di Raffaello, databile al 1513-1514 circa e conservato nella Gemäldegalerie di Dresda.
Il dipinto è considerato unanimemente uno dei massimi capolavori dell'arte occidentale per numerose ragioni, prime fra tutte la complessità concettuale, simbolica e grafica nascosta dietro l'apparente semplicità dell'immagine e l'unione armonica fra l'ideale di bellezza greco-romana e il sentimento religioso cristiano.
Gli spostamenti subiti dall'opera fra Italia, Germania e Russia testimoniano poi vari importanti eventi sociali e politici della storia dell'Europa, in particolare durante il XX secolo.
Il dipinto è inoltre considerato cruciale per l'evoluzione dei legami fra arte, commercio e industria. La sua alienazione dalla sede sacra per cui era stato realizzato (il convento di San Sisto a Piacenza) e il trasporto nella galleria profana di Augusto III di Polonia ha infatti suscitato negli intellettuali del XVIII secolo una profonda riflessione sulla mutazione della funzione dell'opera, passata da immagine devozionale a manufatto estetico, generando di fatto la discrepanza che ha portato alla nascita dei concetti distinti, e fino a quel momento inesistenti, di "artigianato" (arti d'uso) e "belle arti" (arti da contemplazione). Successivamente, intorno al 1803 una riproduzione dei due cherubini nella parte bassa del dipinto, separata dal contesto, fu utilizzata per la prima volta come soggetto per stampe e riproduzioni su oggettistica e beni di consumo, dando di fatto inizio al fenomeno commerciale del merchandising.
La Madonna Sistina è una delle due sole Madonne di Raffaello in cui Maria guarda direttamente negli occhi lo spettatore insieme alla successiva Madonna della seggiola.

## Storia

### Dal XVI al XVIII secolo
La datazione dell'opera risale alla prima metà degli anni '10 del XVI secolo, si basa su dati stilistici ed è in genere legata al periodo fra gli ultimi anni di pontificato di Giulio II e i primi di Leone X, prima della Estasi di Santa Cecilia. Secondo Moses Sweetser l'opera è fra le ultime dipinte da Raffaello interamente di suo pugno.
Giorgio Vasari non specifica l'anno di realizzazione, ma racconta che l'opera è stata dipinta da Raffaello per la chiesa del convento di San Sisto a Piacenza, come conferma la presenza dei due santi Sisto e Barbara, le cui spoglie sono conservate nella chiesa e ivi venerate; gli studi di Putscher (1955) confermano che il dipinto era stato commissionato e ideato specificatamente per la sede piacentina, costruita proprio in quegli stessi anni, dov'è stato esposto per oltre due secoli e dove simulava una finestra aperta al centro dell'abside o, come ipotizzato da altri, dell'altare maggiore. L'opera potrebbe essere stata commissionata all'artista da Giulio II dopo la visita dei benedettini stessi a Roma in occasione delle celebrazioni per il ritiro dell'esercito francese dopo la battaglia di Ravenna.
L'uso del supporto su tela invece che su tavola, insolito per Raffaello in quegli anni, ha dato adito a varie ipotesi non confermabili. Secondo Rumohr l'opera era destinata a essere usata anche come stendardo processionale. Un'altra ipotesi è quella che vuole il dipinto eseguito non per la chiesa di Piacenza, ma come velarium sulla bara di Giulio II o come pala d'altare per la sua tomba, come farebbero pensare i santi Sisto, protettore di Sisto IV e quindi dei della Rovere, e Barbara, confortatrice nell'estrema ora, e i due angioletti spiegati come genietti funerari; i monaci piacentini avrebbero poi acquisito la tela dalla vendita dei beni di papa Giulio II dopo la sua morte, come tramandato da una tradizione tardo-settecentesca (dal monaco locale Oddone Ferrari in poi). In realtà sono ben noti i progetti michelangioleschi richiesti dal papa e dai suoi eredi per la sepoltura del pontefice, e in nessuno di questi si parla di drappi o dell'inserimento di un'ancona.
Secondo la tradizione sette-ottocentesca la Madonna avrebbe le sembianze della Fornarina, il papa quelle di Giulio II (con le ghiande roveresche ricamate sul piviale come simbolo iconografico) e santa Barbara quelle di sua nipote Giulia Orsini. La somiglianza col papa venne confermata da Cavalcaselle, Stüber e Filippini, mentre per santa Barbara venne fatto anche il nome di Lucrezia della Rovere, altra nipote del pontefice. Per quanto riguarda il modello della Madonna gli storici, a partire dal Passavant, riconducono la figura della Vergine al ritratto della Velata.

### Dal XVIII al XX secolo

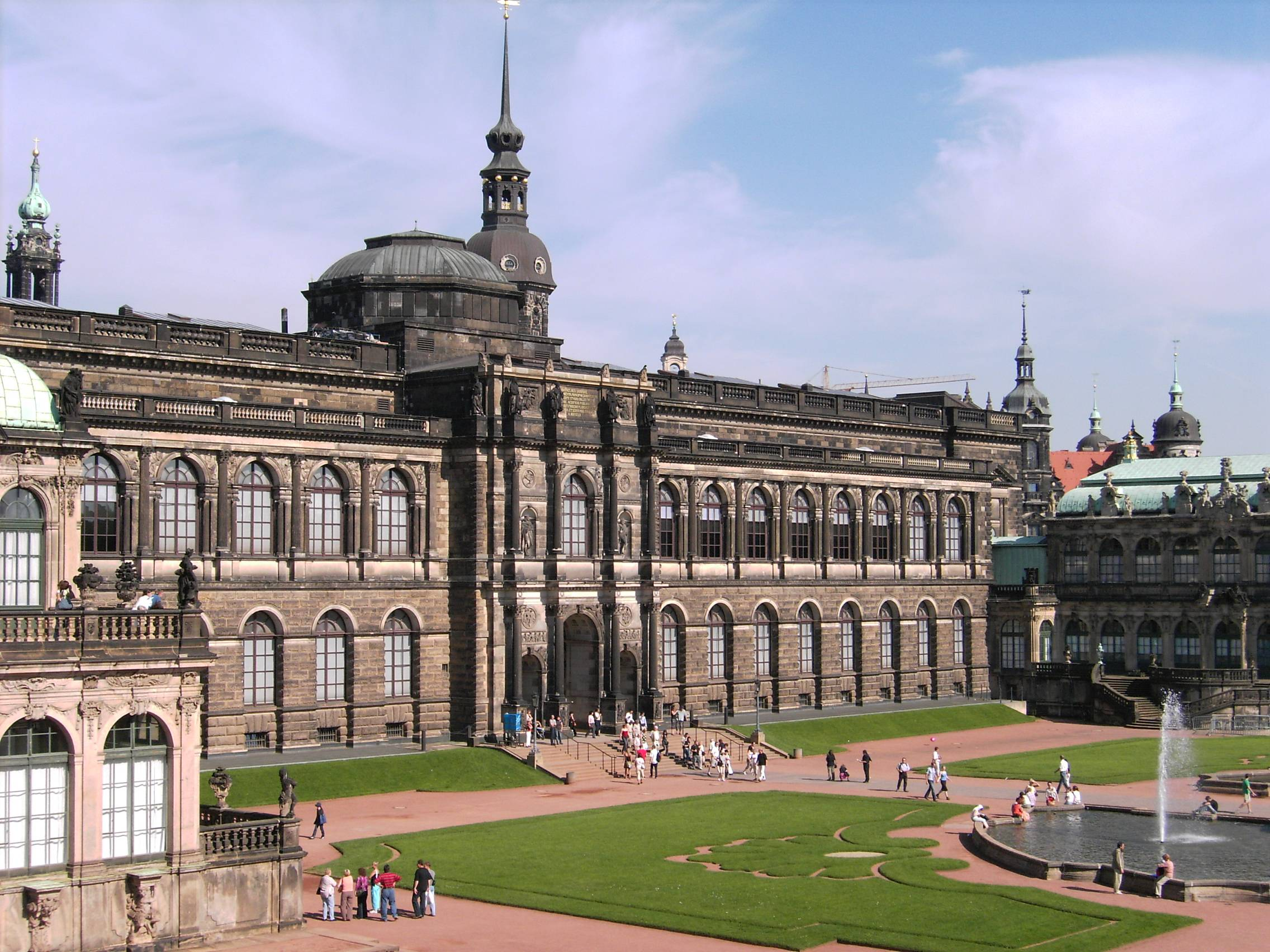
Il cortile del Complesso dello Zwinger con la Sempergalerie, l'edificio che ospita la Gemäldegalerie Alte Meister e la Madonna Sistina.

Il dipinto venne venduto nel 1753 dai benedettini, in gravi difficoltà economiche, ad Augusto III di Polonia dopo due anni di trattative. Il monarca, essendo a titolo originario elettore di Sassonia col nome di Federico Augusto II, integrò la tela alla collezione che costituì il nucleo dell'attuale Gemäldegalerie Alte Meister, e al suo arrivo a Dresda il 1º marzo 1754 avrebbe accolto il dipinto nella sala del trono dello Zwinger esclamando «Macht Platz dem großen Raffael!» ("Fate posto per il grande Raffaello!"). A Piacenza, il dipinto di Raffaello venne sostituito con una copia di autore ignoto (tradizionalmente riconosciuto in Pier Antonio Avanzini, ipotesi però scartata a favore di Giuseppe Nogari) dipinta circa un secolo prima della vendita e identica all'originale nella dimensione, ma leggermente più bassa perché manca la fascia superiore con l'asta che regge la tenda verde: questa parte del dipinto era infatti ripiegata dietro il telaio e nascosta dalla cornice, e quindi invisibile al copista.

### Dal XX secolo
Durante la seconda guerra mondiale il dipinto, insieme a 427 altre opere del museo, fu imballato e messo al sicuro dal 1939 nei sotterranei del palazzo, dal 1939 al 1943 nel salone delle feste del Castello di Albrechtsburg a Meißen, e poi dal 15 dicembre 1943 in un tunnel ferroviario nella campagna nei pressi di Pirna, circa 20 km a sud-est di Dresda. Dopo la fine della guerra il deposito fu scoperto dall'Armata Rossa e i dipinti trasferiti prima al vicino Castello di Pillnitz e poi a Mosca nel 1945, dove rimase nascosto al pubblico per altri dieci anni. In seguito al riavvicinamento diplomatico fra URSS e RDT, il dipinto venne restaurato, esposto a Mosca e Berlino, e infine riconsegnato a Dresda nell'ottobre 1955.

## Descrizione e stile
La Madonna Sistina rappresenta un'evoluzione del tema storico della sacra conversazione, reinterpretato da Raffaello in maniera totalmente originale attraverso un processo di sintesi ed eliminazione degli accessori iconografici superflui a favore di un rapporto diretto fra soggetto e osservatore.
Una tenda verde scostata rivela una stupefacente epifania mariana, tra i santi papa Sisto II e Barbara. Maria, a tutta figura, appare discendere col Bambino in braccio su un tappeto di nubi composte da una miriade di cherubini: il loro movimento, più che dalla disposizione delle membra, è suggerito dalla caduta delle pieghe della veste, mosse come da un venticello. Mentre madre e figlio incedono diritti e guardano direttamente verso lo spettatore, Sisto e Barbara rivolgono invece sguardi, gesti e pose del corpo in direzioni opposte, il primo tendendo verso l'alto e la seconda verso il basso; la gestualità dei due santi accentua il momento teatrale e suggerisce a Maria e al Bambino la presenza dei fedeli, ovvero gli spettatori del dipinto, in un caso esemplare di "rottura della quarta parete". In basso, il bordo inferiore è trattato come un parapetto di legno a trompe-l'œil, dove san Sisto ha appoggiato il triregno e al centro si affacciano due squisiti cherubini pensosi.
Non ha precedenti il rapporto così diretto e teatrale fra la divinità e il fedele, che diviene a pieno diritto un elemento fondamentale e costitutivo della rappresentazione, alla cui presenza alludono in maniera esplicita i santi. Nella tradizione delle sacre conversazioni gli artisti precedenti si erano limitati a rappresentare una o più figure che guardavano lo spettatore e richiamavano la sua attenzione, indicando magari il centro della scena, ma nel dipinto di Raffaello, invece, Maria e il Bambino sembrano discendere dal cielo appositamente per lo spettatore, che diventa dunque parte integrante e protagonista del dipinto. Maria diventa l'avvocata fra cielo e terra, con i santi che fanno da mediatori, attraverso una catena di sguardi circolare. Non si tratta quindi di una visione del divino da parte dei devoti, ma del divino che appare e va verso i devoti: il Bambino è come offerto alla devozione, prefigurando anche il suo sacrificio per la salvezza dell'umanità.
Il taglio moderno è sottolineato dalla veste semplice e disadorna di Maria, che incede scalza, ma circondata dalla luce. L'umanizzazione della divinità è riscattata dalla bellezza sovrannaturale di rara perfezione e dal calore luminoso che circondano la sua apparizione.
I colori dominanti sono intonati a una tavolozza fredda, ravvivata in alcuni punti focali da zone di giallo e di rosso.

### I "puttini"

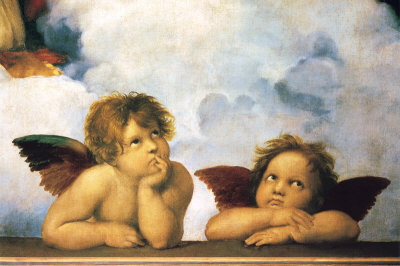
Dettaglio dei due cherubini.

Appoggiati alla balaustra in fondo al dipinto, i due cherubini, popolarmente noti anche come "angioletti", "puttini" o "amorini", sono fra le realizzazioni più popolari del Sanzio e della cultura figurativa del Rinascimento in generale. Nel 1913 Gustav Kobbé scrisse in una guida per il grande pubblico:
(Gustav Kobbé, Cherubs in Art)
Sopra i cherubini, i due santi rappresenterebbero dunque la Chiesa e la Vergine con il Bambino la sfera celeste.
Oltre ai significati simbolici, la bellezza e originalità del soggetto, la posizione distanziata dal gruppo che compone la sacra conversazione più in alto, l'autosufficienza grafica e l'aspetto quotidiano e "irriverente" dei cherubini hanno donato loro una fama propria che va al di là di quella del dipinto; le possibilità di riproduzione tecnica sviluppate fra la fine del XVIII e l'inizio del XIX secolo hanno poi consentito la loro riproduzione come soggetto indipendente dal resto del quadro.
Nel corso dei cinque secoli di storia del dipinto, ed in particolare negli ultimi due dopo la rivoluzione industriale, i cherubini hanno assunto un valore fortemente iconico sia per la loro grande diffusione su opere a stampa, vestiario, cartoline, carte da regalo e prodotti commerciali vari, sia per gli omaggi resi loro dal design industriale e dalla moda. Al contempo, proprio la loro enorme celebrità, e la consequenziale perdita del senso originale dell'opera, li ha resi prototipo involontario del kitsch.

### Le cornici
Durante i suoi cinque secoli di esistenza la Madonna Sistina è passata attraverso almeno nove cornici note le quali rappresentano le varie fasi della sua storia e dei suoi spostamenti.
1. 1514-1599, cornice originale (perduta). Benché l'opera sia dipinta su tela, Vasari scrive che Raffaello mandò a Piacenza una «tavola», il che potrebbe significare che l'opera era completa della sua cornice disegnata dallo stesso artista o dalla sua bottega, com'era usuale al tempo. La cornice potrebbe essere stata mantenuta anche dopo i lavori di estensione del presbiterio della chiesa del 1576, ma fu successivamente sostituita ed è andata perduta; attualmente l'unica cornice originale nota di Raffaello è quella intagliata da Andrea Marchesi per l'Estasi di Santa Cecilia, tuttora conservata nella Chiesa di San Giovanni in Monte a Bologna[27].
2. 1599-1698, cornice di Giuseppe Grattoni (perduta). Nel 1544 la chiesa fu ristrutturata e in quell'occasione alla Madonna Sistina venne abbinata una lunetta[28], ma non è noto se quest'ultima avesse una sua cornice indipendente o se l'aggiunta comportò la realizzazione di una nuova cornice che includesse pala e lunetta. In ogni caso, se anche fosse esistita questa ipotetica seconda cornice è stata certamente rimpiazzata da quella realizzata nel 1599 dallo scultore Giuseppe Grattoni. Poiché non si conoscono le misure né della prima cornice né di quella di Grattoni, né tantomeno dell'ipotetica cornice intermedia, non è noto se queste cornici lasciassero la parte alta della tela con l'asta e i montanti della tenda verde a vista o nascosti; non è inoltre noto dove si trovasse effettivamente l'opera dalla sua collocazione nel 1514 fino al 1698, se sospesa in un punto dell'abside o se appoggiata al muro in fondo.

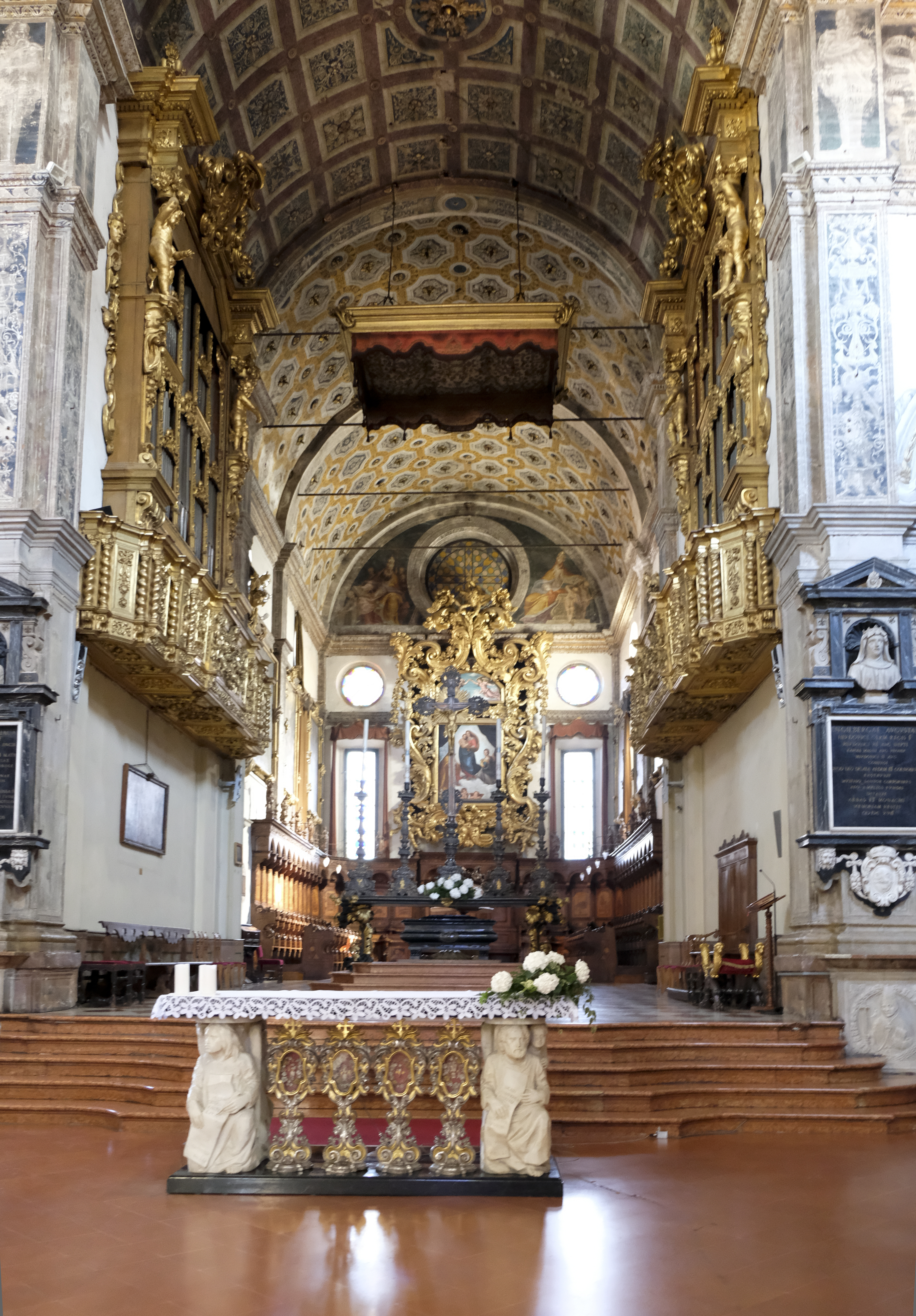
L'interno della chiesa di San Sisto a Piacenza: nell'abside in fondo al presbiterio è possibile vedere la copia della Madonna Sistina nella cornice del 1698 di Giovanni Setti.

1. 1698-1753, cornice di Giovanni Setti. Nel 1697-1698 lo scultore Giovanni Setti realizzò una nuova cornice in stile barocco per la pala e la lunetta. Poiché le opere furono collocate in fondo all'abside, a forte distanza dai fedeli, per evidenziarle adeguatamente Setti realizzò una cornice molto vistosa e ricoperta in foglia d'oro. La cornice copre la parte superiore dell'opera con l'asta, ma nell'architrave fra la pala e la lunetta è installata una vera asta per una tenda che veniva usata a scopo liturgico; la parte della tela nascosta alla vista era ripiegata all'indietro. La cornice è sopravvissuta ed è tuttora in sede nella chiesa di San Sisto a Piacenza, dove conserva la copia Settecentesca del dipinto di Raffaello, forse realizzata da Giuseppe Nogari[1], e la lunetta originale del 1544.
2. 1754-1856, cornice Dresdener Galerierahmen (sostituita). La Madonna Sistina venne rimossa dalla cornice di Setti il 1º dicembre 1753 e viaggiò in una cassa riempita di paglia[1] attraverso le Alpi fino ad arrivare a Dresda il 1º marzo 1754[2]. Lì venne esposta nella galleria di Augusto III, ricavata dalle ex scuderie, all'interno di una Dresdener Galerierahmen ("cornice della galleria di Dreda"), una cornice in stile rococò dal design standard applicata a tutte le opere lì esposte per dare uniformità alla collezione, usata a partire dell'acquisizione della collezione di Francesco III d'Este nel 1746 e tuttora in uso nel museo; le singole cornici si differenziano, oltre che per le dimensioni, solo per eventuali dettagli dercorativi rocaille e per i cartigli, ma le modanature e la foglia d'oro sono uguali per tutte[29]. Nel 1843 fu aggiunto il vetro protettivo, chiuso in una cornice d'acciaio nascosta nella cornice, e nel 1855 l'opera venne spostata dalla galleria alla nuova apposita ala museale Sempergalerie.
3. 1856-1939, tabernacolo (perduto). Nella Sempergalerie la Madonna Sistina non era esposta insieme alle altre opere, bensì da sola in una stanza d'angolo allestita come fosse la cappella di una chiesa: per questo motivo l'opera venne posta in una nuova cornice nello stile di un tabernacolo sopra a una base simile a una mensa sacra, il tutto a imitazione di un altare cattolico. L'allestimento fu disegnato dall'architetto di corte Bernhard Krüger e la mensa sottostante riportava in italiano e tedesco le parole di Giorgio Vasari a proposito dell'opera. L'atmosfera "sacrale" dell'allestimento era rafforzata dal divieto ai copisti di riprodurre l'opera[20].
4. 1955, cornice di Mosca (temporanea). Fra l'11 settembre 1939 e il 1955 la Madonna Sistina è stata conservata in una cassa per poterla evacuare dalla Sempergalerie e metterla al sicuro dai potenziali danni della seconda guerra mondiale. Nella cassa, l'opera è stata nascosta in vari luoghi in Germania e in Russia finché nel 1955 fu nuovamente esposta al pubblico dal 2 maggio 1955 al Museo Puškin delle belle arti di Mosca in una cornice con modanature esterne aggettanti, per poi essere restituita a Dresda entro la fine dell'anno senza cornice.
5. 1955-1956, cornice di Berlino (temporanea). Poiché la Sempergalerie era inagibile ai causa dei danni della guerra, la Madonna Sistina fu esposta temporaneamente alla Alte Nationalgalerie di Berlino in una cornice con modanature interne aggettanti[2].
6. 1956-2012, cornice di Otto Heybey (sostituita). La Gemäldegalerie Alte Meister venne riaperta al pubblico il 3 giugno 1956 con una nuova cornice dorata realizzata dall'ebanista locale Otto Heybey[30].

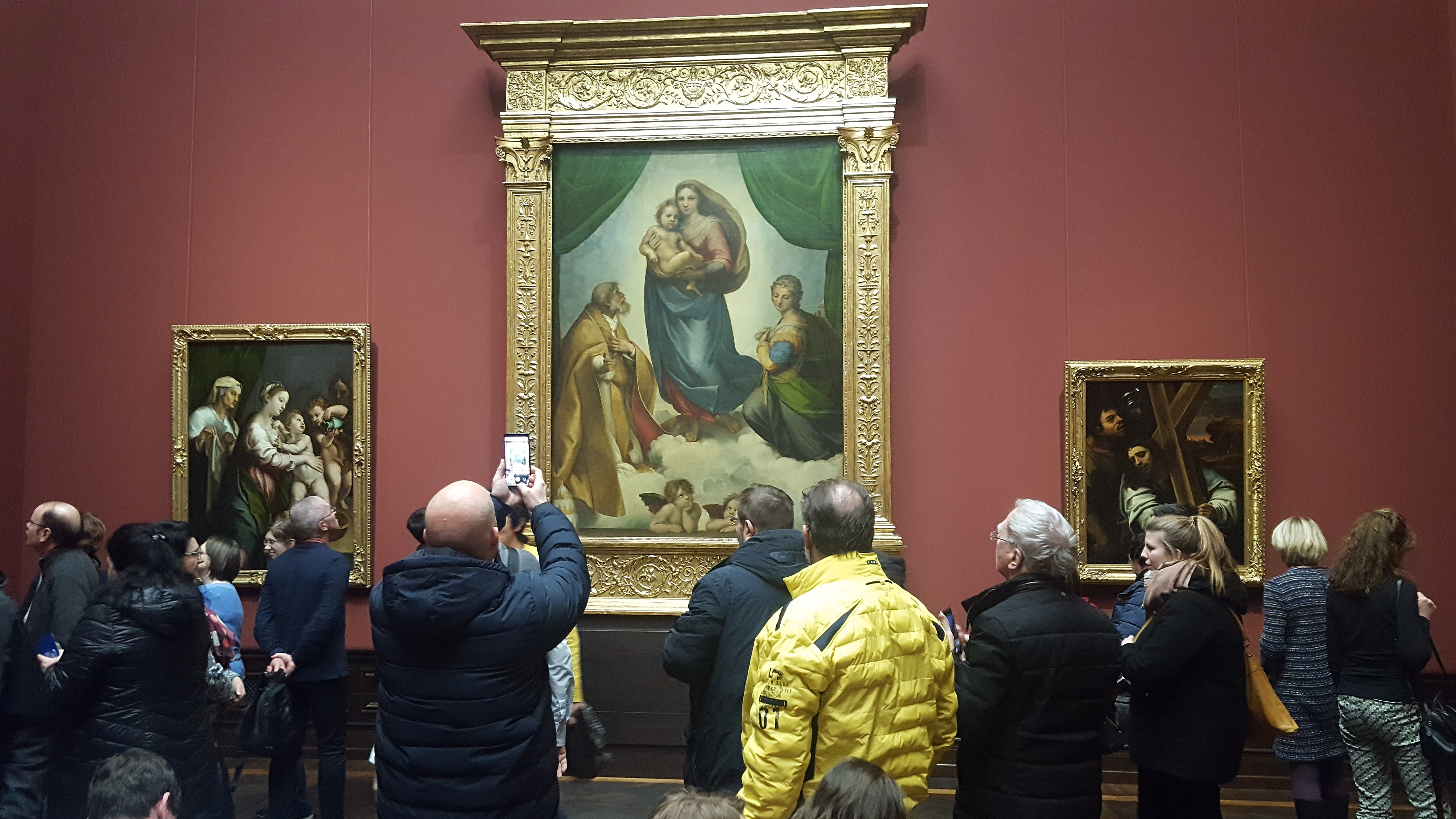
Allestimento della sala con la Madonna Sistina alla cerimonia riapertura della Gemäldegalerie Alte Meister il 28 febbraio 2020, dopo sette anni di lavori di ammodernamento.

1. 2012-oggi, cornice di Wener Murrer. In occasione del 500º anniversario della Madonna Sistina, il direttore del museo Bernhard Maaz giudicò l'opera rischiosa da restaurare[31] e commissionò invece all'ebanista Warren Murrer di Monaco di Baviera una nuova cornice stilisticamente più coerente con l'opera rispetto a quella di Heybey, e tecnicamente affidabile sia per proteggere la tela sia per rimuoverla velocemente e facilmente in caso di emergenze[2]. Murrer svolse delle ricerche storiche e filologiche sulle cornici cinquecentesche in Italia e a Città del Vaticano, finché nella chiesa di San Giovanni in Monte a Bologna, vicino alla cornice originale per l'Estasi di Santa Cecilia, vide quella, pure originale, per la Madonna in trono e santi di Lorenzo Costa, i cui fregi sui pilastri sono molto simili a quelli degli stalli del coro della chiesa di San Sisto a Piacenza, e decise di replicarla per la tela di Raffaello[2]. La cornice presenta minime variazioni nella decorazione e nelle misure rispetto a quella per la pala di Costa, ed è apribile con dei cardini posti sul lato sinistro[32]. Il 23 agosto 2022 due attivisti ecologisti del gruppo Letzte Generation, in una manifestazione di protesta contro l'abuso di fonti fossili, hanno incollato le loro mani alla cornice: nello staccarle hanno provocato piccoli danni e rimosso parti della doratura[33].

## Citazioni, omaggi e interpretazioni

### Letteratura
- In un classico letterario di fine Settecento, Effusioni del cuore di un monaco amante dell'arte (Herzensergießungen eines kunstliebenden Klosterbruders), pubblicato nel 1796 da Wilhelm Heinrich Wackenroder e Ludwig Tieck, un celebre capitolo è dedicato a una presunta visione di Raffaello, al quale la Vergine, mostrandosi nelle sue vere fattezze, avrebbe consentito di ritrarla nella Madonna Sistina[34].
- Dostoevskij menziona la Madonna Sistina in Delitto e castigo, ne L'adolescente e ne I demoni, dove Stepan Trofimovitch è incapace di spiegare la profondità che vede nel dipinto. Secondo le memorie di Anna Grigor'evna Dostoevskaja, moglie dello scrittore, era il dipinto preferito dal marito, che passava ore a contemplarlo.
- Vasilij Grossman venne ispirato dalla visione del dipinto, esposto per tre mesi a Mosca prima di essere restituito a Dresda, per il suo racconto La Madonna Sistina in cui si paragonano la Vergine e il Bambino raffaelleschi alle vittime del campo di sterminio di Treblinka[35].

### Filosofia
- La Madonna Sistina è citata nell'aforisma 73 del capitolo Il viandante e la sua ombra da Umano, troppo umano di Friedrich Nietzsche, il quale interpreta il dipinto di Raffaello come una rivendicazione dell'artista sugli oggetti della fede ecclesiastica, mantenendo una propria onestà intellettuale e artistica, e vedendo nelle due figure a lato della Madonna come le due possibili reazioni davanti alla bellezza: la figura sinistra, il vecchio, simbolo del credente avvezzo a pregare e interpretare in base a una fede, e la figura a destra, non devota, come pura e semplice contemplazione del bello, senza alcuna componente sovrumana.

(Friedrich Nietzsche, Umano, troppo umano)
- Secondo l'interpretazione di Rudolf Steiner, nella prima conferenza di un ciclo tenuto a Stoccarda dal 4 al 16 agosto 1908[37], Gesù appare come nato dalle stesse nubi angeliche che gli fanno da sfondo:

(Rudolf Steiner, Universo, Terra e Uomo)

### Arti visive
- La Madonna di Raffaello è stata omaggiata da Andy Warhol in una sua rivisitazione intitolata Raphael Madonna - $6.99 del 1985. Il dipinto testimonia non solo l'amore di Warhol per l'urbinate, ma anche il suo complesso rapporto con la religione cattolica[39][40].